# Barry Jackson (lekkoatleta)
Barry Douglas Jackson (ur. 22 sierpnia 1941 w Birmingham) – brytyjski lekkoatleta, sprinter, wicemistrz Europy z 1962.
Specjalizował się w biegu na 400 metrów. Startował na igrzyskach olimpijskich w 1960 w Rzymie, gdzie zajął 5. miejsce w sztafecie 4 × 400 metrów (w składzie: Malcolm Yardley, Jackson, John Wrighton i Robbie Brightwell). Zdobył srebrny medal w tej konkurencji na mistrzostwach Europy w 1962 w Belgradzie. Sztafeta brytyjska biegła w składzie: Jackson, Ken Wilcock, Adrian Metcalfe i Brightwell. Jackson startował również w indywidualnym biegu na 400 metrów, w którym zajął 5. miejsce w finale.
Startując w reprezentacji Anglii zdobył srebrny medal w sztafecie 4 × 440 jardów (w składzie: Metcalfe, Jackson, Bob Setti i Brightwell) na Igrzyskach Imperium Brytyjskiego i Wspólnoty Brytyjskiej w 1962 w Perth, a w biegu na 440 jardów nie ukończył biegu półfinałowego.
Był srebrnym medalistą mistrzostw Wielkiej Brytanii (AAA) w biegu na 440 jardów w 1961 i brązowym w 1963.
Kilkakrotnie poprawiał rekord Wielkiej Brytanii w sztafecie 4 × 400 metrów do wyniku 3:04,9 (3 września 1961 w Dortmundzie). Rekord życiowy Jacksona w biegu na 400 metrów wynosił 46,5 s. Został ustanowiony 13 września 1962 w Belgradzie.